# The Reddings
The Reddings est un groupe funk américain fondé par les fils d'Otis Redding, Dexter et Otis III (†), ainsi que leur cousin Mark Lockett, qui connut son heure de gloire dans les années 1980-1983, notamment avec The Awakening, un titre particulièrement musclé joué uniquement à la batterie et à la guitare basse, repris plus tard par le groupe américain Primus.
Le groupe produit son dernier album en 1988.

## Discographie
| Année | Album               | Label              |
| ----- | ------------------- | ------------------ |
| 1980  | The Awakening       | Believe in a Dream |
| 1981  | Class               | Epic Records       |
| 1982  | Steamin'Hot         | Epic Records       |
| 1983  | Back to basics      | Epic Records       |
| 1985  | If Looks Could Kill | Polydor            |
| 1988  | The Reddings        |                    |